# Sami de Pite
El sami de Pite, també conegut com a sami d'Arjeplog, és una llengua sami parlada tradicionalment a Suècia i Noruega. És un idioma en perill crític d'extinció en que només queden uns 25–50 parlants nadius i que ara només es parla al costat suec de la frontera al llarg del riu Pite al nord d'Arjeplog i Arvidsjaur i en les àrees muntanyoses del municipi d'Arjeplog.

## Classificació
El sami de Pite forma part del grup del sami occidental, juntament amb el sami meridional i el sami d'Ume al sud, el sami de Lule i el sami septentrional al nord. D'aquests, el sami de Pite mostra l'afinitat més propera al sami de Lule, però algunes característiques també mostren similitud amb el sami d'Ume i el sami septentrional.

## Fonologia

### Consonants
L'inventari de consonants del sami de Pite és molt semblant al que es troba en el veí sami de Lule, però manca d'una veu contrastant de parades i africatives completament.
|                     |                     | Labial | Dental | Alveolar | Postalveolar | Palatal | Velar |
| ------------------- | ------------------- | ------ | ------ | -------- | ------------ | ------- | ----- |
| Nasal               | Nasal               | m      | n      |          |              | ɲ       | ŋ     |
| Oclusiva / Africada | Oclusiva / Africada | p      | t      | t͡s       | t͡ʃ           |         | k     |
| Fricativa           | sorda               | f      |        | s        | ʃ            |         | h     |
| Fricativa           | sonoritat           | v      | (ð)    |          |              |         |       |
| Semivocal           | Semivocal           | v      |        |          |              | j       |       |
| Lateral             | Lateral             |        |        | l        |              |         |       |
| Vibrant             | Vibrant             |        |        | r        |              |         |       |

- Les parades abans d'una nasal homorgànica (nasals preestablertes) es realitzen com a desoclusió inaudible.
- /v/ es realitza com una fricativa labiodental [v] en l'inici de la síl·laba (abans d'una vocal), i com bilabial [w] a la coda de la síl·laba (en un grup de consonants).
- /ð/ està present només en l'idioma d'alguns parlants d'edat avançada. Es reemplaça per /r/ o /t/, depenent del dialecte.

### Vocals
L'inventari de vocals del sami de Pite té una relativa manca de diftongs fonèmics, en comparació amb altres llengües sami i particularment el veí sami de Lule. Al contrari, hi ha més distincions vocàlica d'alçada.
|                | Monotogs      | Monotogs       | Diftongs      | Diftongs       |
|                | Part anterior | Part posterior | Part anterior | Part posterior |
| -------------- | ------------- | -------------- | ------------- | -------------- |
| Tancament      | i             | u              | (ie̯)          | (uo̯)           |
| Mig tancament  | e             | o              | uæ̯            | uɑ̯             |
| Mitja obertura | ɛ             | ɔ ɔː           | uæ̯            | uɑ̯             |
| Oberta         | a aː          | a aː           |               |                |

- Les vocals properes /i/ i /u/ es realitzen tan laxes com [ɪ] i [ʊ] respectivament, en posicions no accentuades.
- Mitjanes /e/ i /o/ es diftonguen a [ie̯] i [uo̯], respectivament, quan accentuen.
- /ɔ/ contrasta amb /ɔː/ en parells gairebé mínims com båhtet /ˈpɔːhtet/ "to come" vs båhtjet /ˈpɔhtet/ "to milk".
- /ɛ/ no es produeix en síl·labes no accentuades.
- /ɔ/ pot aparèixer en síl·labes no accentuades, però només quan una síl·laba accentuada anterior conté /ɔ/.

## Dialectes
Sammallahti divideix els dialectes del sami de Lule de la següent manera:
- Dialectes del nord: Luokta-Mávas a Suècia

- Dialectes centrals: Semisjaur-Njarg a Suècia

- Dialectes del sud: Svaipa a Suècia

Les característiques dels dialectes del nord són:
- Falta de /aː/ → /eː/ umlaut.
- Veu en la quantitat 3 de parades simples (així per tant fort /bː.b/ ~ dèbils /p.p/ etc.), com el sami de Lule.
- /t/ com el resultat del protosàmic *đ.

Les característiques dels dialectes del sud són:
- /r/ com el resultat del protosamic * đ.

## Ortografia
El sami de Pite va adquirir un estàndard escrit oficial l'any 2019. Les normes de l'ortografia varen ser desenvolupades per l'Associació Sami d'Arjeplog el període 2008-2012. S'assembla molt a l'ortografia del veí sami de Lule.
| Lletra | Fonemes   | Notes                                               |
| ------ | --------- | --------------------------------------------------- |
| A a    | /a/       |                                                     |
| Á á    | /aː/      |                                                     |
| B b    | /p/       |                                                     |
| D d    | /t/       |                                                     |
| Đ đ    | /ð/       |                                                     |
| E e    | /eː/      | Només àtona.                                        |
| F f    | /f/       |                                                     |
| G g    | /k/       |                                                     |
| H h    | /h/       |                                                     |
| I i    | /i/       |                                                     |
| J j    | /j/       |                                                     |
| K k    | /k/, /kʰ/ | Postaspirada al principi d'una síl·laba accentuada. |
| L l    | /l/       |                                                     |
| M m    | /m/       |                                                     |
| N n    | /n/       |                                                     |
| Ŋ ŋ    | /ŋ/       |                                                     |
| O o    | /oː/      | Només àtona.                                        |
| P p    | /p/, /pʰ/ | Postaspirada al principi d'una síl·laba accentuada. |
| R r    | /r/       |                                                     |
| S s    | /s/       |                                                     |
| T t    | /t/, /tʰ/ | Postaspirada al principi d'una síl·laba accentuada. |
| U u    | /u/       |                                                     |
| V v    | /v/       |                                                     |
| Å å    | /ɔ/, /ɔː/ |                                                     |
| Ä ä    | /ɛː/      |                                                     |

## Gramàtica

### Casos

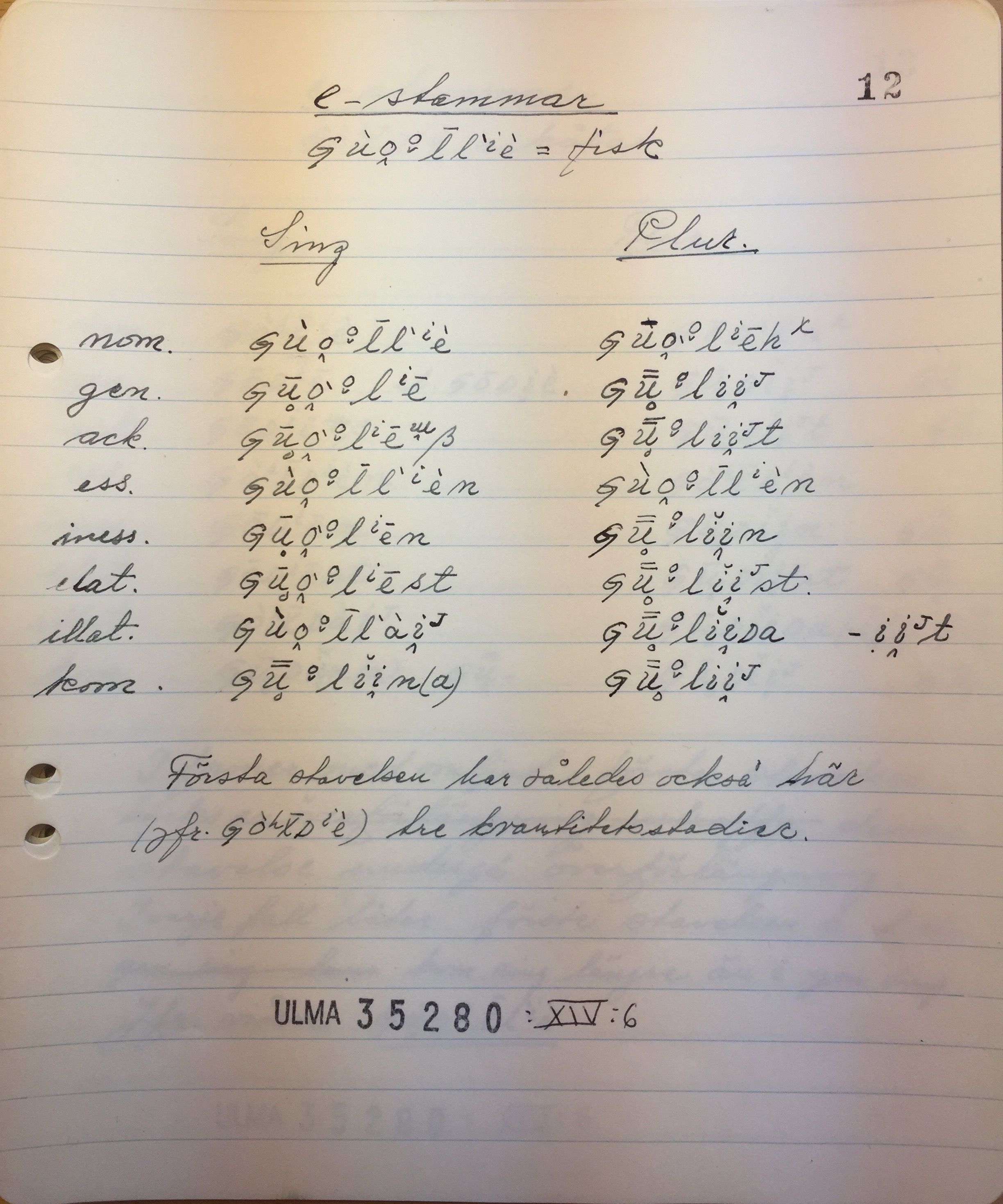
El paradigma inflexional del nom guolle 'peix' d'Israel Ruong, arxivat a l'Institut Suec per a la Llengua i el Folklore a Uppsala.

El sami de Pite té 9 casos:
- Nominatiu
- Genitiu
- Acusatiu
- Inessiu
- Il·latiu
- Elatiu
- Comitatiu
- Essiu
- Abessiu

### Verbs

#### Persona
Els verbs del sami de Pite es conjuguen per a tres persones gramaticals:
- primera persona
- segona persona
- tercera persona

#### Mode
El sami de Pite té cinc modes gramaticals:
- indicatiu
- imperatiu
- condicional
- potential
- optatiu

#### Nombre gramatical
Els verbs del sami de Pite es conjuguen per a tres nombres gramaticals:
- singular
- dual
- plural

#### Temps
Els verbs del sami de Pite es conjuguen per dos temps simples:
- passat
- no-passat

i dos temps compostos:
- Present perfecte
- Plusquamperfet

#### Verb negatiu
El sami de Pite, com el finès, les altres llengües sami i l'estonià, té un verb negatiu. Al sami de Pite, el verb negatiu es conjuga segons el mode (indicatiu, imperatiu i optatiu), (1a, 2a i 3a) persona i nombre (singular, dual i plural). Això difereix d'unes altres de les altres llengües sami, per exemple el sami septentrional, que no es conjuguen segons el temps i altres llengües sami, que no fan servir l'optativa.
```
Indicatiu no passat Passat indicatiu
sing. dual pl. sing. dual pl.
1 iv ien iehp 1 ittjiv iejmen iejmeh
iep ittjijmen ittjijmeh
2 ih iehpen iehpit 2 ittjih iejten iejteh
ähpen ihpit ittjijten ittjijteh
ihpen
3 ij iepá ieh 3 ittjij iejkán ittjin
iepán ittjijka
```

Per a les versions indicatives no passades que tenen més d'una forma, la segona és del dialecte que es parla al voltant de Björkfjället i la tercera és del dialecte d'Svaipa. La pluralitat en les altres formes es deu a formes paral·leles que no estan lligades al dialecte.
```
Imperatiu Optatiu
sing. dual pl. sing. dual pl.
1 - - - 1 alluv iellun iellup
allun allup
2 ieleh iellen iellit 2 alluh ielluten ielluteh
alluten alluteh
3 - - - 3 allus ielluska ielluseh
alluska alluseh
```